# La ballata del Cavallo Bianco
La ballata del Cavallo Bianco (The Ballad of the White Horse) è un poema epico dello scrittore inglese Gilbert Keith Chesterton, pubblicato nel 1911. È una narrazione romanzata della storia d'Alfredo il Grande, re inglese altomedievale, e della sua lotta contro gl'invasori danesi.

## Sviluppo
Chesterton era un autore estremamente produttivo e veloce, che scriveva quasi di getto, facendo poco lavoro di revisione; era capace di pubblicare anche quattro o cinque libri all'anno, oltre a una fiumana d'articoli per giornali, contributi per libri di altri autori, poesie, eccetera.
Nella sua produzione La ballata del Cavallo Bianco spicca come un'anomalia, per il suo lungo sviluppo (durato circa un decennio), la ricerca e la cura dei dettagli. Nel 1907 Chesterton aveva pubblicato un Frammento d’una ballata epica su «Alfredo», già molto vicino al testo definitivo: confrontandolo col testo finale, si nota come il lavoro di limatura del poeta, con solo lievi cambiamenti lessicali e di punteggiatura, renda il prodotto finale più maturo, raffinato.
Maisie Ward, amica e poi biografa di Chesterton, e monsignor O'Connor, suo amico e ispirazione per il personaggio di padre Brown, riportano entrambi, pur in modo un po' diverso, che un'ispirazione per il poema sarebbe venuta a Chesterton in sogno, nella forma d'una preghiera che nella versione finale della Ballata si trova nel libro V.
Chesterton riprende i primi due versi della dedica da una sua poesia giovanile su Mosè.

## Struttura
La Ballata è aperta da una prefazione dell'autore, che spiega scopo e caratteri dell'opera.
Il testo poetico si compone di quasi 2700 versi; è ripartito in una dedica e otto parti numerate, chiamate «libri».
La Ballata si compone quasi tutta di strofe nelle tre forme metriche XaXa, XaBBa e XaBBBa, indicando con X i versi non rimati e con le lettere minuscole i versi più brevi. Le eccezioni a queste forme strofiche sono rare. La lunghezza dei versi è variabile.

## Contenuto

### Prefazione
L'autore spiega che la Ballata non intende essere storicamente precisa: pur basandosi in gran parte su fatti storici, infatti, «come facevano gli autori delle antiche ballate» vuole dare la precedenza alle tradizioni, le leggende, i racconti come si sono tramandati popolarmente, e sono arrivati fino a lui per «sentito dire».
Non mancano alcune critiche all'apparato accademico degli storici, i cui metodi, secondo Chesterton, sono a volte troppo «austeri» per poter giudicare bene su certe questioni.
Infine, l'autore spiega che introduce i tre capi locali alleati d'Alfredo (Eldredo, Marco, Colano) come simbolo delle origini miste dell'Inghilterra, e della battaglia contro il «nichilismo pagano» portata avanti in quella terra da molti popoli.

### Dedica

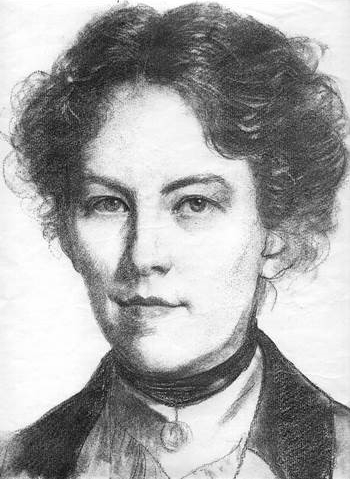
Frances Blogg ritratta da Alfred Priest (circa 1906)

Alfredo è ricordato come vicenda vaga e lontana, confusa, d'un tempo remoto; e insieme concreta, una storia vera d'un essere umano come noi moderni, con le stesse difficoltà e gli stessi interrogativi sulla condizione umana. Si mostra il carattere religioso della vicenda storica e dell'opera, e il poema è dedicato a Frances Blogg, la moglie di Chesterton, che con la sua fede viva l'aveva riavvicinato al cristianesimo. La Ballata è presentata come un dono in memoria d'un viaggio insieme dei coniugi Chesterton.

### Libro I:La visione del re
Il libro si apre con il Cavallo Bianco, enorme opera preistorica e simbolo dai molti significati nella Ballata, presentato come una sorta di testimone della storia inglese, dagli albori preumani fino al tempo della narrazione.
Siamo nell’alto Medioevo: Roma è caduta, ne resta il ricordo glorioso ma il suo mondo è in rovina. Privo d’un centro ordinatore, l’occidente si è disfatto in una moltitudine di prospettive locali e isolate, mentre le invasioni di popolazioni barbariche minacciano non solo i resti della civiltà romana ma la religione cristiana stessa. Tutto è pervaso da una sensazione di perdita della cultura, di crollo della civiltà, di fine del mondo: ancor più nella periferica Gran Bretagna, essa stessa un estremo del mondo conosciuto. Sono i «secoli bui».

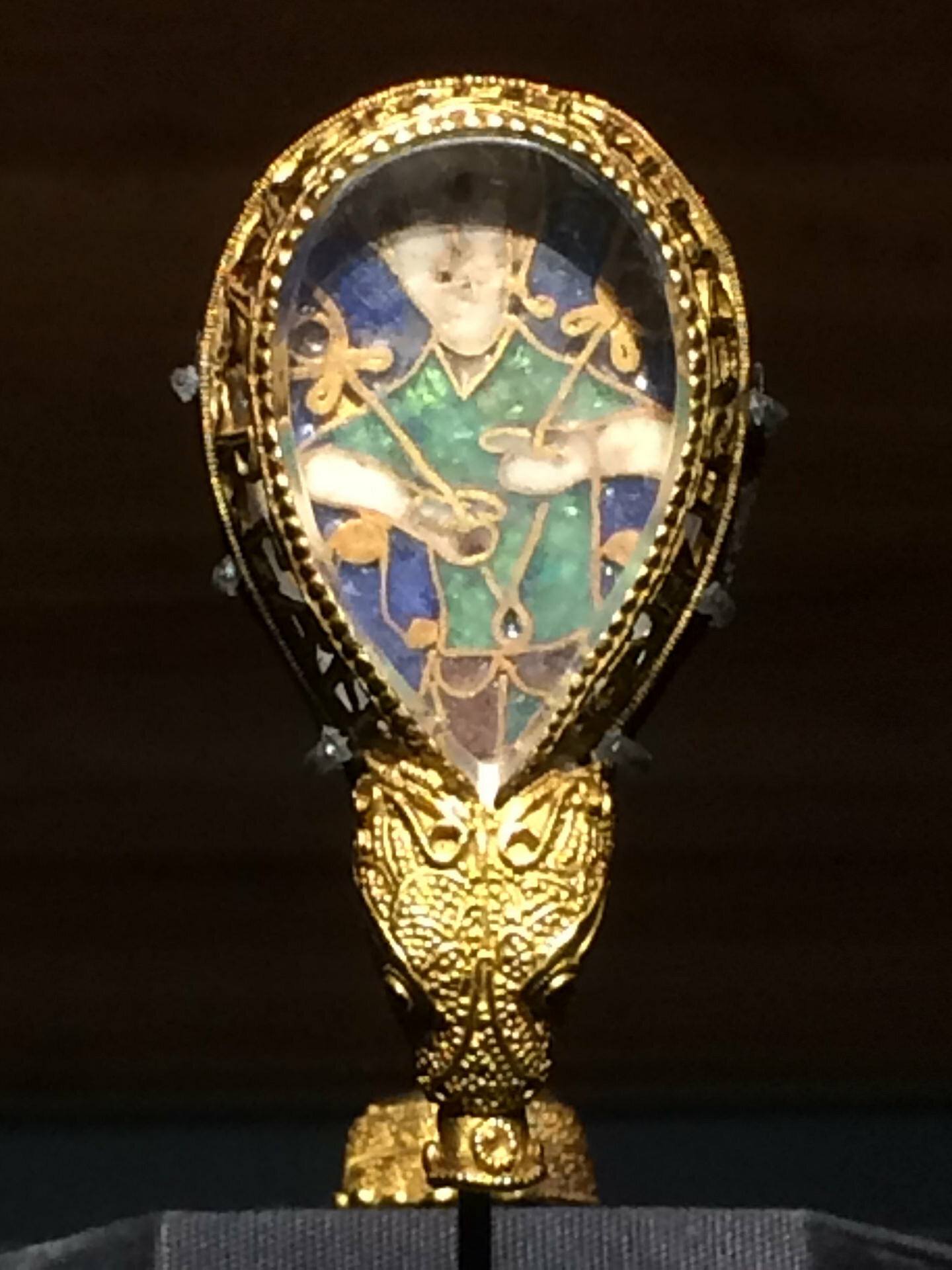
Il gioiello d'Alfredo, che nella Ballata Alfredo getta ai piedi della Madonna

L’Inghilterra è stata invasa dai pagani danesi, che seminano distruzione e si moltiplicano, impadronendosi di tutto. Alfredo, re d’un regno anglosassone, è solo, nascosto in una palude, affranto. Ha cercato di scendere a patti coi nemici, ha guidato la resistenza in molte battaglie, ma ogni sforzo è stato vano: i danesi sembrano invincibili. Nel momento della disperazione, ha una visione: gli appare la Madonna, che gli profetizza un futuro ancora più terribile, e insieme lo invita a una gioia e una speranza paradossali, anche di fronte all’avvenire più nero. La visione sparisce e Alfredo resta solo, mentre ode soltanto le voci dei danesi, che cantano di atti scellerati.

### Libro II:La raccolta dei capi
Alfredo parte alla ricerca di alleati per la sua battaglia, portando le parole della visione a tre capi locali, che mostrano la composizione multietnica dell'Inghilterra: Eldredo, un sassone della costa; Marco, un romano; e Colano, un principe celtico. I sentimenti con cui è accolto vanno dallo scetticismo deluso all'irrisione aperta; ma alla fine tutti accettano di aiutarlo.

### Libro III:L'arpa d'Alfredo

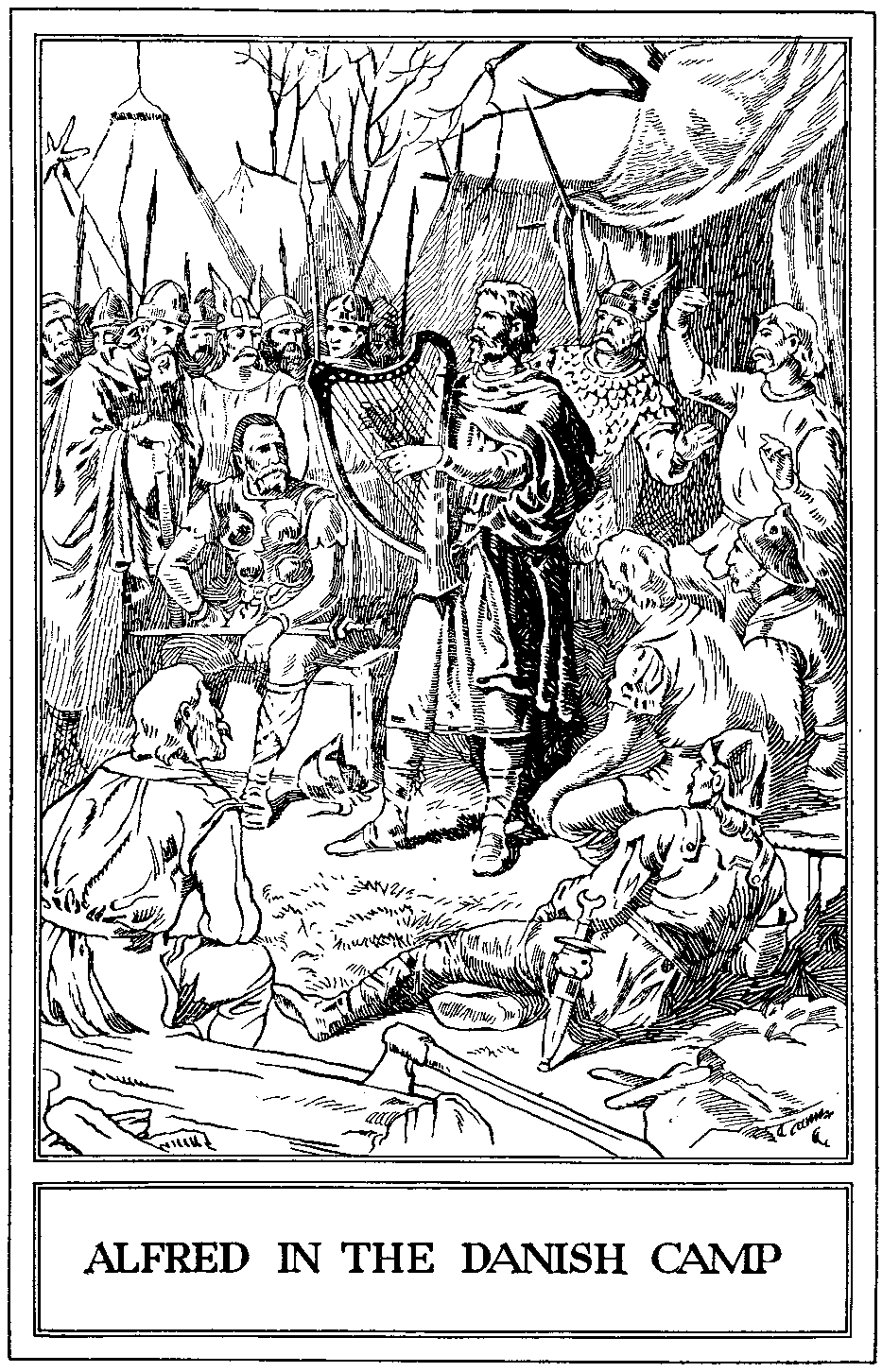
Alfredo, sotto mentite spoglie, canta nell'accampamento nemico; illustrazione del 1904

Alfredo vaga da solo e suona l'arpa. Nella valle del Cavallo Bianco osserva con tristezza l'antica opera, che gl'invasori hanno abbandonato al decadimento. Una truppa di danesi ubriachi lo trova e, credendolo un cantore errante, lo conduce al loro accampamento.
Qui Alfredo, fingendosi un uomo comune, canta al cospetto dei capi danesi. Uno ad uno, poi, quelli cantano a loro volta, esprimendo ognuno la propria visione del mondo, in una sorta di scala filosofica in cui ognuno smentisce la visione di chi lo ha preceduto.
Il primo danese a cantare è Aroldo, il giovane nipote del re danese Gutrumo, che celebra l'edonismo e i piaceri terreni, irridendo Roma, che comandò il mondo ma senza gioirne, e gli uomini "effemminati" dal cristianesimo. Segue quindi Elfo, un artista raffinato, che commuove i presenti con un racconto mitico e sentimentale, chiudendo sulla fragilità dell'amore e la sua bellezza tragica. Viene poi Uggeri, guerriero anziano e rabbioso, che esprime una visione distruttiva, nichilistica e brutale, che trova gioia nella distruzione, il sacrilegio, il massacro. È quindi il turno di Gutrumo, il re danese, anch'egli anziano, mostrato come un sapiente intellettuale. Con parole strazianti e bellissime, egli canta la visione dell'ateo colto e disilluso, che trova breve conforto nell'estasi della battaglia, ma sa che l'universo è vanità e la morte attende tutte le cose:
[...]
“There comes no noise but weeping
    Out of the ancient sky,
And a tear is in the tiniest flower
    Because the gods must die.»
[...]
E lì tra tutti i rumori soltanto
giunge dal cielo antichissimo il pianto;
lacrima è già nel più piccolo fiore
perché persino un dio infine muore.»
(Libro III, strofe 54 e 56, traduzione di G. Mainardi)
Alfredo riprende l'arpa, e cantando con energia quasi irosa afferma il valore della fede cristiana di fronte alla vacuità e tristezza del paganesimo, nelle varie forme cantate dai danesi. Giunto alla fine, tace e si alza in piedi; i gufi ululano, mentre i danesi scoppiano in una lunga e fragorosa risata.

### Libro IV:La donna nella foresta

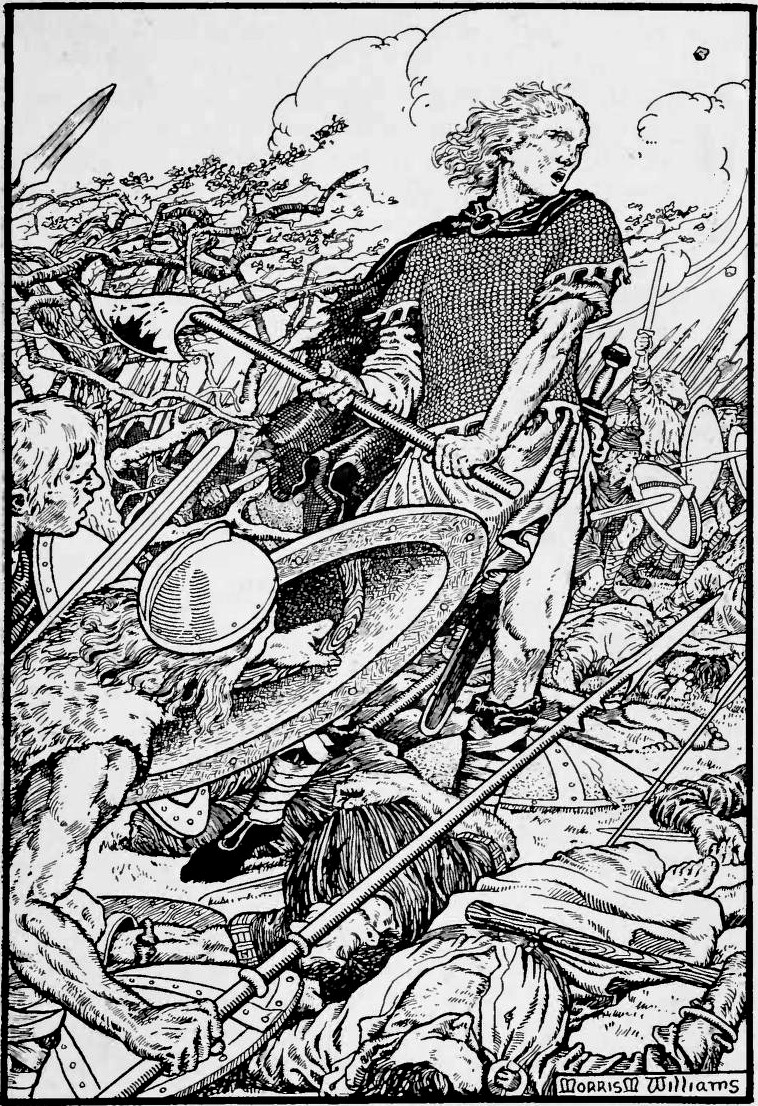
La battaglia di Collefrassino, su cui Alfredo riflette all'inizio del libro IV, in un'illustrazione di Morris Meredith Williams (1913)

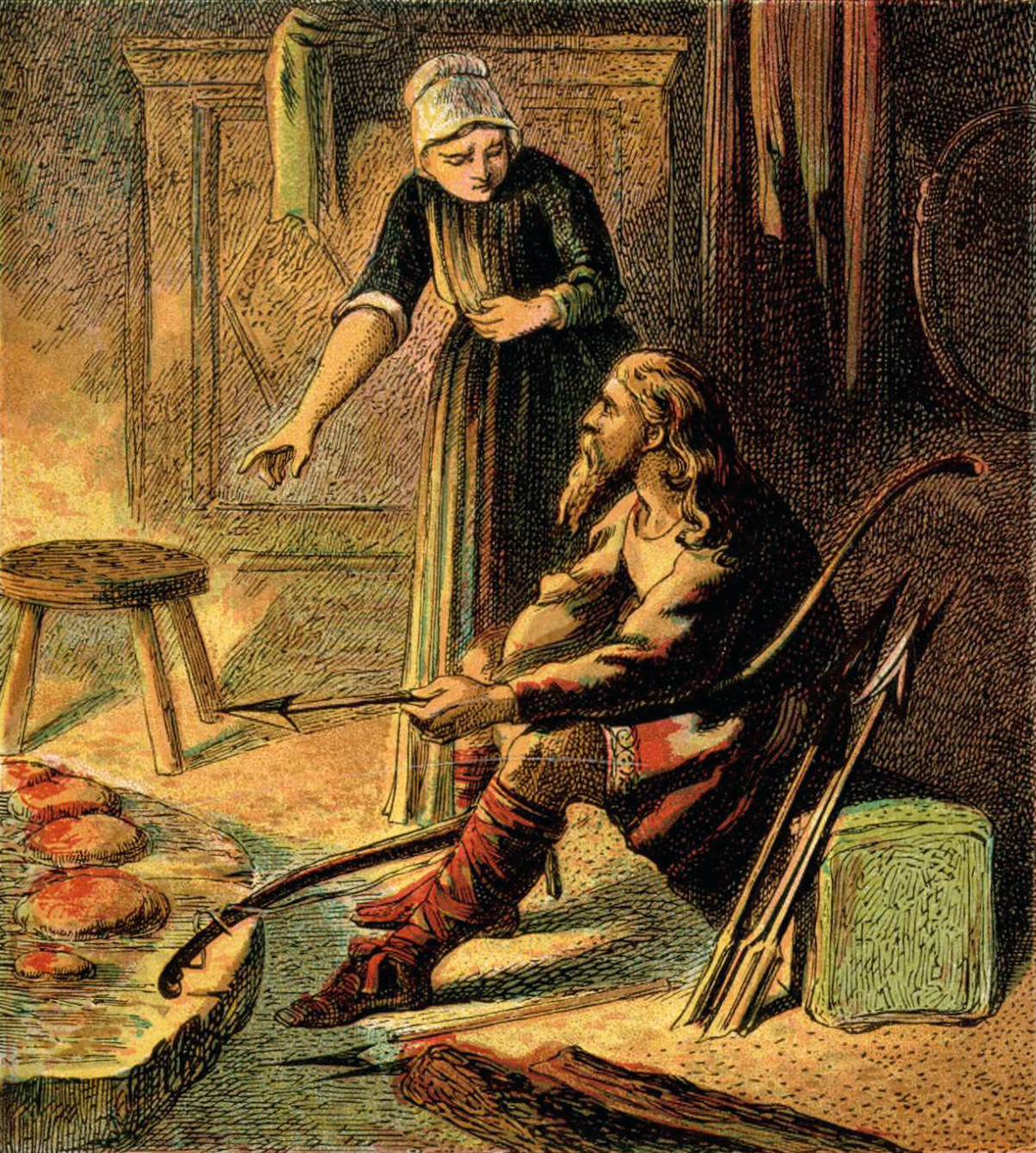
Alfredo e la donna in un'incisione ottocentesca. L'episodio, «senza dubbio il più famoso» su Alfredo, è tramandato in varie versioni; «Chesterton crea una sua versione, modificando i dettagli e dandole un finale particolarmente acceso».

Alfredo studia l'accampamento nemico e poi, nella notte, s'inoltra nella foresta verso il fiume, luogo stabilito per l'incontro coi suoi alleati. La foresta ha un che di misterioso e spaventoso, ricordando suggestivamente una discesa agl'inferi. Giunto sul posto, viene accolto da una donna povera, che lo scambia per un mendicante, e impietosita gli offre del cibo, se in cambio lui l'aiuterà a curare il fuoco e il cibo che vi sta cuocendo. Alfredo, preso da grandi riflessioni su Dio e l'universo, si distrae e brucia il cibo: in uno scatto d'ira, la donna lo colpisce al volto, lasciandogli un segno rossastro. Alfredo per un istante è colto dalla rabbia e pensa di vendicarsi terribilmente; ma in quel momento arrivano le truppe degli alleati (gli uomini d'Eldredo, con animali e provviste; i celti di Colano, cupi e misteriosi come antiche statue; e le truppe multietniche di Marco, il cui ordine marziale rammenta la gloria di Roma), e la rabbia del re si scioglie in una risata. Dall'episodio trae una lezione d'umiltà, e partendo dal fallimento invita gli uomini al coraggio paradossale dei cristiani.

### Libro V:Etanduna – Il primo scontro
Gutrumo, esperto stratega, prepara saggiamente la battaglia. I cristiani, nascosti nella foresta, dopo l'entusiasmo notturno sono presi da sconforto. Tutti, secondo il carattere del proprio popolo, sono tristi di fronte alla prospettiva della morte imminente, e uno dopo l'altro parlano ad alta voce dei propri sentimenti e fanno una sorta di testamento. Alfredo piange e confessa colpe di gioventù, di violenza e lussuria. Eldredo ricorda "colpe" che mostrano piuttosto la sua umanità buona e il suo cuore generoso, da uomo semplice lontano dalle questioni dei potenti. Colano mostra ancora una volta il suo carattere orgoglioso, vedendo il proprio come il popolo originario di quelle terre e gli altri come invasori successivi; e richiama i misteri della natura e le radici pagane, in lui sincreticamente fuse con la nuova fede cristiana. Ultimo, Marco, che con poche parole esprime l'universalismo della visione romana:
“Dig for me where I die,” he said,
    “If first or last I fall—
Dead on the fell at the first charge,
    Or dead by Wantage wall;
“Lift not my head from bloody ground,
    Bear not my body home,
For all the earth is Roman earth
    And I shall die in Rome.”»
«Per me scavate laddove morrò,
sia se primo o se ultimo cadrò…
sia che il primiero assalto al suol mi spinga
o ch’io muoia appo i mur di Vanetinga;
la mia testa dal sangue al suolo spanto
non s’alzi, non portate la mia soma
a casa, poiché il mondo è tutto quanto
terra romana ed io morirò a Roma».»
(Libro V, strofe 28–30, traduzione di G. Mainardi)
L'esercito quindi si rimette in marcia, e cristiani e danesi si schierano in campo aperto, «nella terra prunosa d'Etanduna».
Aroldo viene avanti dal folto delle truppe, deridendo i celti per la povertà dei loro vestiti e il loro equipaggiamento, e afferrato un arco lancia una freccia contro Colano; ma il principe celtico, velocissimo, gli lancia addosso la spada arrugginita, colpendolo alla testa e uccidendolo sul colpo. Il primo sangue è versato, e tinge di rosso le margherite. Tutti sono meravigliati per il gesto di Colano; Alfredo lo vede come un atto simbolico del carattere cristiano, che «tira / il suo cuore oltre ciò ch’è conosciuto / per ottener ciò che il cuore desira», e gli offre la sua spada regale. Per combattere, Alfredo prende una scure.
I nobili danesi hanno sguainato le spade, che splendono come fiamme attorno al comandante morto. Squillano le trombe: ha inizio la battaglia.

### Libro VI:Etanduna - L'uccisione dei capi
Gli eserciti entrano in corpo a corpo. In una serie concitata di scontri, muoiono vari dei personaggi che abbiamo conosciuto. Eldredo è una forza travolgente che falcia file di soldati, ma la sua spada si spezza ed è ucciso dalla lancia magica d'Elfo, datagli dalle fanciulle del Reno. I soldati superstiziosi sono impauriti dalla magia, ma Marco, lucido e razionale, uccide Elfo con un colpo solo. Poi Uggeri carica Marco, che gli tiene testa e lo fa cadere a terra: ma la furia del danese è troppo grande, e colpisce a morte Marco. Uggeri si rialza trionfante e celebra la caduta di Roma, il venir meno dell'ordine mediterraneo di fronte all'avanzata distruttiva del paganesimo nordico, la cui discesa si chiude nichilisticamente con un balzo nel nulla alla fine del mondo. Dei capi cristiani, solo Alfredo e Colano rimangono: travolti dalla foga cieca dei danesi, sono costretti a indietreggiare, e si dividono dove il sentiero nel bosco si biforca. Ad Alfredo giunge, come una sensazione lontana, l'ultimo grido di Colano, come il corno d'Orlando a Carlomagno.

### Libro VII:Etanduna - L'ultima carica
Torniamo a vedere, lontano, il Cavallo Bianco, presso il quale gioca con pazienza gioiosa un piccolo bambino, immagine simbolica di Dio. Dopo tanti secoli, Alfredo è ancora ricordato perché, dei capi cristiani, è quello che era più simile a quel bambino.
La battaglia s'è interrotta. I danesi sono accampati, tranquilli. I pochi cristiani superstiti sono nascosti a breve distanza. Alfredo suona il corno e li rinvigorisce con un breve discorso, sostenendo che è meglio morire per la libertà piuttosto che vivere una vita di sottomissione e nascondimento. I cristiani quindi si lanciano in un'ultima carica disperata. I danesi sono colti alla sprovvista, ma si riprendono. Sopra il tumulto della battaglia, Alfredo vede nuovamente la Madonna, col cuore trafitto da sette spade, e una spada nella mano. Alfredo e Uggeri si scontrano, e Alfredo lo uccide. Le sorti della battaglia sembrano mutare: i cristiani paiono in vantaggio. È squarciata l'insegna col corvo d'Odino: per la prima volta, negli occhi sapienti di Gutrumo compare il dubbio, un immenso dubbio che mette in discussione tutto. Dal cavallo mena colpi come sempre: ma le redini vengono afferrate da un soldato cristiano. La scena sfuma, fra immagini del bosco, la concitazione, il massacro: Gutrumo è segnato con la croce.

### Libro VIII:La sfregatura del Cavallo

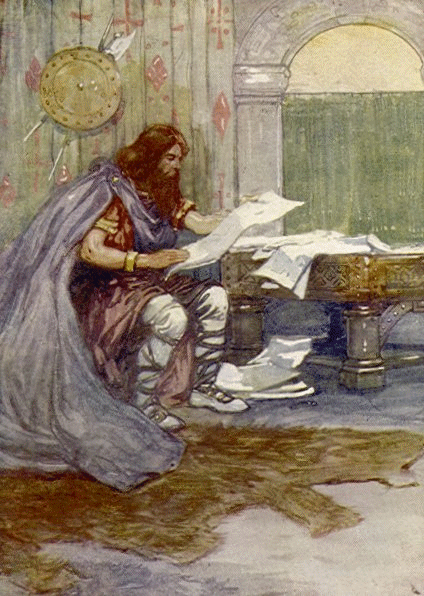
La Ballata, in coerenza con le fonti storiche, descrive Alfredo come un uomo intellettuale; illustrazione di A. S. Forrest (1905)

Nel finale, la narrazione salta in avanti di qualche anno. Gutrumo si è convertito al cristianesimo, e per i danesi è costituito un regno nordorientale in terra inglese. Vediamo gli anni di pace passare velocemente sotto il governo d'Alfredo. C'è un grande lavoro di riforma, e per l'Inghilterra è un'epoca prospera di sviluppo, arricchimento, cultura, esplorazione.
I nobili invitano Alfredo a ridiscendere in campo, replicando la vittoria d'Etanduna ed espandendo la propria sovranità nel settentrione della Gran Bretagna. Ma il re, invecchiato precocemente, li mette in guardia dalle tentazioni dell’imperialismo e dall’idea d'ottenere una vittoria conclusiva:
“Asia and all imperial plains
    Are too little for a fool;
But for one man whose eyes can see
The little island of Athelney
    Is too large a land to rule.»
L’Asia tutta e ogni impero che si spande
per lo sciocco son cosa troppo stretta;
ma per l’uomo i cui occhi han vista retta,
d’Adelingia la piccola isoletta
per governarla è terra troppo grande.»
(Libro VIII, strofe 18–19, traduzione di G. Mainardi)

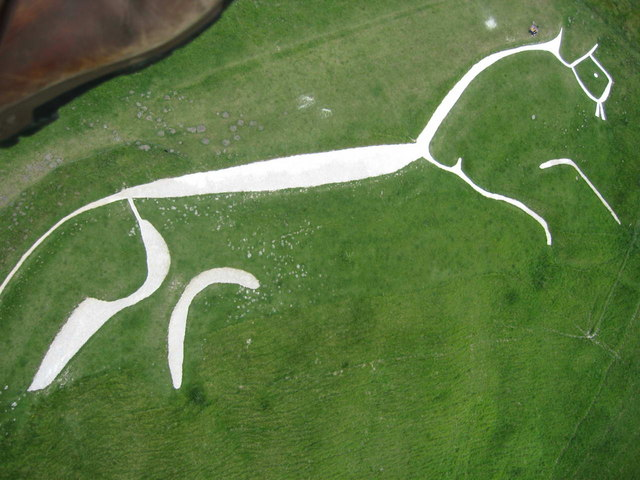
Il Cavallo Bianco di Uffington, che dà il titolo alla Ballata

Il male infatti non è mai sconfitto una volta per tutte, essendo parte intrinseca del mondo, bensì bisogna vigilare per tenerlo costantemente a bada: un lavoro simboleggiato nuovamente dalla figura del Cavallo Bianco, che ha bisogno di periodici restauri per rimanere visibile.
Alfredo profetizza un futuro remoto (l'epoca moderna) in cui il paganesimo ritornerà, non più nella forma d'invasori armati con ferro e fuoco, ma in quella di dottrine intellettuali, che riducono l'uomo a cieco ingranaggio, privo di libertà: materialismo, fatalismo, eugenetica, scientismo, determinismo...
(Libro VIII, strofa 59, traduzione di G. Mainardi)
Nella sua visione, Alfredo non vede come tornerà il cristianesimo, come torneranno cavalleria e carità; ma comunque, pur nel dubbio, non si sottrae alla battaglia.
Alfredo parte per contrastare una nuova minaccia danese a oriente, e da lontano giungono vaghe notizie della presa di Londra; ma l’erba e le piccole piante sono ignare di guerre e conquiste remote, e crescono tranquille, coprendo a poco a poco, silenziosamente, il Cavallo Bianco.

## Temi
La Ballata è un'opera con vari temi e significati, che vengono trattati dall'autore in parte in modo implicito, tramite la narrazione delle vicende, e in parte in modo esplicito, tramite le sezioni dialogiche e i pensieri dei personaggi (come l'ampia riflessione d'Alfredo nel libro IV).
Un tema fondamentale è la contrapposizione fra distruzione e conservazione. La distruzione è rappresentata da vari caratteri e simboli: la barbarie, il paganesimo, l'oblio, la cecità, il mare, l'abbandono del Cavallo Bianco. La conservazione è rappresentata dalla solidità di Roma, la civiltà, la memoria, la tradizione, la cura del Cavallo Bianco. Secondo Chesterton, il paganesimo in sé alla fin fine non è semplicemente distruttivo, ma autodistruttivo; mentre il cristianesimo, nel suo carattere di cura, costruzione e conservazione, preserva anche la conoscenza del mondo pagano. Paradossalmente, per il paganesimo il cristianesimo rappresenta quindi l'esito salutare, la trasformazione ed evoluzione storicamente positiva. Così Alfredo canta ai capi pagani:
(Libro III, strofa 78, traduzione di G. Mainardi)
Un altro dei temi principali è l'ineluttabilità del ritorno del male, dell'ignoranza, del decadimento, e alla fine della morte, e di come il cristianesimo inviti l'uomo a una speranza e un'azione paradossali.
Varie questioni filosofiche e religiose della Ballata sono trattate dall'autore anche in opere di saggistica, come Eretici e Ortodossia.
La Ballata è stata studiata e commentata, sia in sé sia nel contesto più ampio delle opere di Chesterton.

## Accoglienza
La ballata del Cavallo Bianco è generalmente considerata uno dei lavori più belli e preminenti della vasta produzione poetica di Chesterton. Secondo Dale Ahlquist, importante studioso di Chesterton, è possibile che lui la considerasse la propria opera migliore.

La Ballata di Chesterton è a volte confrontata con La ballata del vecchio marinaio di Samuel Taylor Coleridge. Secondo Maurice Baring, Chesterton racconta una storia vivida come Coleridge ma senza lasciare che sia il racconto da solo a portare il tema, e per questo l'opera di Chesterton sarebbe meno «autentica». Secondo Garry Wills, invece, su questo punto il Cavallo Bianco
Secondo Wills la Ballata è «un capolavoro trascurato di poesia narrativa».
Maurice Evans, nel suo studio su Chesterton, scrive che La ballata del Cavallo Bianco è «certamente» la sua opera poetica migliore. Evans ragiona dettagliatamente delle poesie di Chesterton, senza risparmiare critiche e stroncature; ma afferma che la Ballata «gli darà un posto permanente tra gli scrittori di narrativa».
Mentre un critico, pur lodando il poema, ne trovava eccessiva la lunghezza, il poeta e premio Pulitzer inglese Wystan Hugh Auden rispose che gli sembrava appropriata, e che, per esempio, il confronto filosofico cantato del libro III «non si sarebbe potuto condensare ulteriormente senza perdite».
Sono state osservate numerose affinità tra l'opera di Chesterton e Il Signore degli Anelli di J. R. R. Tolkien, al punto che si è ipotizzato che la Ballata gli sia stata d'ispirazione: Christopher Clausen lo affermò con convinzione, scrivendo:
Successivamente, tuttavia, si è scoperto che al contrario Tolkien dava della Ballata un giudizio assai negativo: in una lettera inviata al figlio nel 1944, scrisse che «[i]l finale è assurdo. Il luccichio e il fracasso delle parole ed espressioni [...] non possono nascondere il fatto che GKC non sapesse niente di niente riguardo al "nord", pagano o cristiano». Nonostante questo, Joseph Pearce concorda con Clausen nel dire che c'è almeno un'influenza indiretta di Chesterton su Tolkien, e che «ci sono collegamenti d'affinità chiaramente individuabili fra i due uomini».

## Storia editoriale
A causa del suo successo, la Ballata è stata pubblicata numerose volte. Si riscontrano divergenze minori fra le edizioni.
La prima edizione, come anche molte edizioni successive, presenta indicazioni contraddittorie circa lo schieramento dei personaggi in battaglia, nei libri V e VI. Alcune edizioni presentano un testo emendato che corregge queste contraddizioni.

### Traduzioni in italiano
La ballata del Cavallo Bianco è stata pubblicata in italiano in due traduzioni, quella di Annalisa Teggi e quella di Giulio Mainardi. La traduzione della Teggi usa versi liberi, senza rime o strutture metriche, ed è «volutamente lontana dalla potenza sonora e ritmica dell’originale». La traduzione di Mainardi, seguendo le idee dell'autore, «non amante del verso libero», cerca maggior fedeltà allo spirito del testo, e usa forme metriche tradizionali (endecasillabi rimati) e un linguaggio poetico con tocchi anticheggianti, come la lingua dell'originale inglese.

## Edizioni
Elenco parziale.

### In italiano
- G. K. Chesterton, La ballata del cavallo bianco, traduzione e note di Annalisa Teggi, 3ª edizione, Rimini, Raffaelli, 2013, ISBN 978-88-6792-207-9.
- G. K. Chesterton, La ballata del Cavallo Bianco, traduzione e note di Giulio Mainardi, Trento, Edizioni del Faro, 2025, ISBN 978-88-5512-499-7.

### In inglese
- (EN) G. K. Chesterton, The Ballad of the White Horse, edited by B. Sheridan, San Francisco, Ignatius, 2001, ISBN 978-0-89870-890-5.
- (EN) G. K. Chesterton, The Ballad of the White Horse, with notes by S. K. Higby, illustrated by B. Hatke, Front Royal, Seton Press, 2011, ISBN 978-1-60704-107-8.
- (EN) G. K. Chesterton, The Ballad of the White Horse, prepared by M. Bernadette and J. Totten, illustrated by A. Burbank, Elkhorn, St. Jerome Library, 2011, ISBN 978-1726002622.
- Contenuta in: (EN) G. K. Chesterton, The Collected Works of G. K. Chesterton, vol. X (Collected Poetry), part III, compiled and edited with an Introduction and Notes by D. J. Conlon, San Francisco, Ignatius, 2010, ISBN 978-1-58617-254-1.